# Under Pressure (álbum)
Under Pressure es el álbum de debut del rapero americano Logic. Fue lanzado el 21 de octubre de 2014, por Visionary Music Group y Def Jam Recordings. El desarrollo y la composición del álbum comenzó en 2013, grabándose en dos semanas a principios del 2014. La producción del álbum fue principalmente hecha por No I.D., junto a contribuciones más pequeñas de productores, incluyendo a 6ix, DJ Dahi, DJ Khalil, S1, Jake One y Dun Deal. La edición estándar no tuvo ningún invitado especial. Big Sean y Childish Gambino fueron partícipes en la edición deluxe del álbum.
Under Pressure obtuvo reseñas generalmente positivas de críticos, creando una atención en particular por la franqueza en su manera de narrar, sus letras con diferentes perspectivas y la producción atenuada, recordando a la cambiante producción de rap y hip hop de los 1990s. También fue nombrado a los mejores álbumes del 2014 por varias publicaciones. El álbum debutó cuarto en la tabla de los US Billboard 200, vendiendo 72.000 copias en su primera semana. Fue certificado Platino por la Recording Industry Association of America (RIAA) en agosto de 2020.

## Historia
Entre 2010 y 2013, Logic lanzó cuatro mixtapes gratuitas y pagó sus propios tours, por la cual crea su base de fanes y reputación. Según Logic, el factor más grande por el cual subió a la fama fue el "viajar y ver las caras de sus fanes y saludarlos." Firmó su contrato con Def Jam cinco meses después del lanzamiento de su mixtape Young Sinatra en 2011; un trato mantenido en secreto hasta el 2013, porque "no quería que sus fans digan 'Ah, va a cambiar!'" Logic ha descrito de forma metafórica a Def Jam como su "banco", que no interfiere con su control de creatividad ni tiene que ver con su publicidad. Visionary Music Group, una discográfica independiente manejada por Logic, administro y fundó la mezcla, masterización, tours y comisiones por la portada del álbum.

En 2013, Logic se mudó a Los Ángeles para trabajar en su álbum de debut con No I.D., un mentor que luego compara con Yoda. Mucha gente le aconsejó a Logic que haga un álbum más personal que sus mixtapes, inspirando a escribir acerca de su crecimiento en Gaithersburg, Maryland. Por consejo de Don Cannon, él eligió mantener la temática personal al omitir invitados especiales. El título Under Pressure refleja los desafíos en la vida privada y carrera de rap de Logic, mientras también hace referencia a que su álbum es "sus diamantes", y los diamantes se forman con presión. Sus mixtapes anteriores habían tratado el tema de su herencia biaracial, pero cambio el foco de raza a cultura en el álbum. En vez de irse con "la radio", Logic quiso crear un álbum de hip hop clásico, del estilo de  Nas, Wu-Tang Clan, A Tribe Called Quest, Big Daddy Kane, Kanye West y Big L. Para ayudar a nuevos oyentes, Logic intentó crear Under Pressure de manera más concisa y ser más hip hop por excelencia que sus mixtapes, las cuales el creían ser incoherentes. Aunque él admitió emular a otros raperos en sus previas entregas, el considera que el álbum finalmente cristaliza el “sonido de Logic".
La portada del álbum fue pintada por Sam Spratt, un artista de la ciudad de Nueva York. Le fue pedido que dibuje el sótano del amigo de Logic, Bin Lenbo, donde Logic vivió y grabó previamente en su carrera. Utilizando fotos tomadas de esa época como referencia, Spratt pintó una detallada reproducción del espacio. La "media oscura [,] media brillante y hermosa" característica del álbum simboliza las dos facetas de la vida de Logic. Spratt escribió que el colaboro arduamente con Logic para que la narrativa del álbum "sincronice con el lado artistico". El título y la lista de canciones fueron escritas a mano por Big Lenbo.

## Composición y grabación
Mientras que Under Pressure tardó anos en desatollarse, fue grabado en apenas dos semanas. Las ubicaciones donde se grabó fueron el estudio de No I.D., la casa de Logic en Los Ángeles y habitaciones de hoteles donde Logic se alojaba durante su tour. No I.D. Fue el productor ejecutivo y superviso y gestiono el álbum de manera flexible, que Logic lo comparó con el de Quincy Jones. Aunque Logic vio las conexiones y los consejos de No I.D. cruciales para la calidad de Under Pressure, luego aclaró que "fui yo y [productor de Visionary Music Group] 6ix quienes creamos este álbum". Durante el desarrollo del álbum, Logic miraba constantemente películas de Quentin Tarantino, y escuchaba música de A Tribe Called Quest, Outkast y los Red Hot Chilli Peppers.
Otras influencias en el álbum incluyen el álbum Late Registration y Graduation de Kanye West, Bone Thugs-n-Harmony y la canción "Sing About Me, I'm Dying of Thirst" de Kendrick Lamar.
La primera canción producida fue la de nueve minutos, llamada "Under Pressure", donde Logic fue el compositor y autor de la letra, la cual produjo mientras estaba en un tour con Kid Cudi. Al volver al estudio para trabajar en la canción en Pro Tools, un error causó que el sample "Eazy-Duz-It" de Eazy-E se reproduzca en bucle junto a una percusión agresiva, la cual Logic decidió usar para la primera parte de la canción "Under Pressure". Instrumentos tocados en vivo, tales como guitarras o sellos fueron agregados posteriormente. Las dos mitades de la canción representan "la dualidad del hombre", ya que Logic rapea desde su perspectiva como rapero y desde la perspectiva de una persona corriente, y a su vez de la de su hermana y padre. El resultado de la canción "marcaría el tono para el resto del álbum", según Logic.
La canción de introducción "Intro" fue originalmente sampleada de la canción "Aeroplane (Reprise)" por Wee, la cual escucharon de la canción "Bound 2" por Kanye West. De todas formas, problemas técnicos forzaron a que se tenga que interpolar el sample.
El trabajo para la segunda canción "Soul Food" comenzó cuando Logic escucho una instrumental en SoundCloud por el rapero y productor Alkebulan. Logic obtuvo permiso para utilizarlo en su canción para luego pulirlo con su equipo. Luego de no poder utilizar el sample ni interpolar, DJ Khalil fue reclutado para crearlo. La segunda parte de la canción consiste en una producción de 6ix, que ya tenía grabada anteriormente al resto de la canción. "Intro" y "Soul Food" fueron puestas a continuación al principio del álbum para crear una transición de una canción hermosa y musical y melódica" a "seis minutos de lirismo puro".
Para "Buried Alive", Logic seleccionó uno de los veinte instrumentos que le dio Dun Deal, agregando vocales y percusiones grabadas por Big Lenbo. DJ Dahi proporcionó varios instrumentos potenciales para "Never Enough", y para la percusión principal, Logic seleccionó un conjunto de interpolaciones de "So Fresh, So Clean" creada por Outkast y "Pursuit of Happiness" creada por Kid Cudi.
En "Growing Pains III", la tercera entrega de la saga "Growing Pains" fue producida por la TDE de Tea Beasty 6ix. En la canción, Logic habla de las dificultades de crecer en su casa.
"Metropolis", producida por Rob Knox y Logic, contiene una interpolación de "Use Me" de Bill Withers, diseñada para agregar "golpes" a la percusión original de la canción.
La canción "Nikki" utiliza el sample "Love is Green" de Jeff Beck. El nombre "Nikki" es referenciado en canciones previas en el disco, la cual es una personificación de una mujer muy cercana, hasta que se revela que "Nikki" es simplemente una abreviación de la nicotina.
La canción que tiene el mismo nombre que el álbum es la primera canción producida para el álbum y fue producida por el mismo Logic. La canción usa los samples de "Eazy-Duz-It" de Eazy-E y "My One and Only Love" de Grant Green. La canción de nueve minutos con dos partes es vista como el centro del disco por críticos y fanes. En la primera parte de la canción, Logic habla de sus logros y su necesidad de devolverle a aquellos que lo ayudaron a crear su carrera, mientras que la segunda parte se lamenta de perder contacto con su familia como resultado de su éxito y notar como ahora están orgullosos de él.
El cierre del álbum "Till the End", fue el último en ser grabado y producido. El equipo de esposo-esposa "The Frontrunners" y los productores S1 y M-Phazes contribuyeron con la instrumental de la canción.

Luego de escuchar la versión remasterizada del álbum, Logic -según se informa- lloró, tras probar a sí mismo que ha tenido éxito tras su problemática crianza.

## Música y Letra
| Growing up there were guns in the house, my brothers were out selling crack. I grew up on Section 8 housing, food stamps, welfare, and dealing with social services. I never had a Christmas, I never had a birthday.—– Logic |

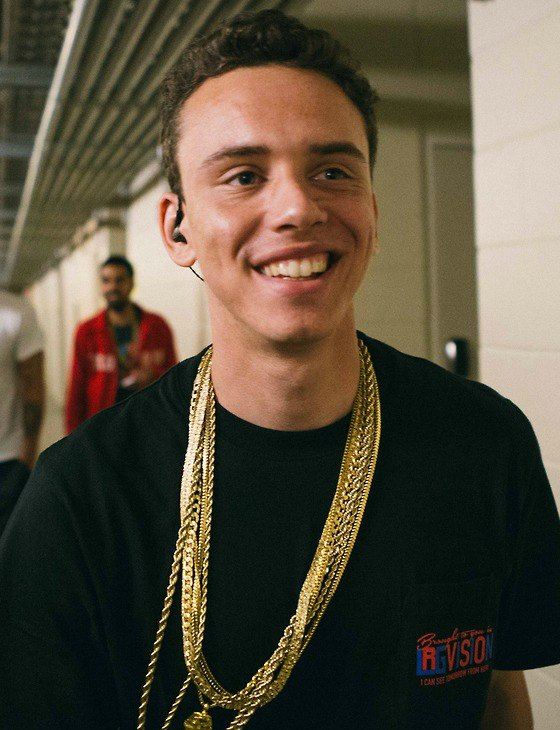
Las letras autobiográficas del álbum contiene detalles de la vida de Logic

Under Pressure detalla la vida de Logic, comenzando con su niñez en Gaithersburg, Maryland. El describe el contenido como "extremadamente oscuro".
Logic creó "Gang Related" luego de ver Boyz n the Hood. Logic consideró su creación como una "cancion gangster" que demuestra la glorificación de la violencia  común dentro del hip hop, al describir las actividades criminales y violencia que lo rodeaba cuando era un niño, mientras muestra la diferente vida que el eligio.
Luego de terminar de escribir el primer verso, Logic se bloqueó para escribir la letra durante unos diez días, hasta que se le ocurrió rapear desde la perspectiva de su hermano, quien traficaba drogas durante Logic era joven. Su hermano estuvo de acuerdo y le proporcionó historias de ese periodo.
Mientras estaba en un tour con Kid Cudi, Logic recibió varios mensajes de voz de su familia, los cuales él "transcribió cada palabra" y las convirtió en rimas. Como un fan de la fanfarronería del hip hop, Logic no estaba satisfecho con los resultados, por lo que creó la canción "Never Enough", la cual fue escrita de manera "ignorante" con un significado escondido: discute los placeres del "dinero, putas, drogas y fiestas" pero los declara insuficientes para vivir una vida llena. Logic escribió "Till the End" acerca de la dificultad para entrar al mundo de la música popular.

## Promoción

### Sencillos
El primer sencillo del álbum Under Pressure, fue lanzado el 15 de septiembre de 2014, con un video musical lanzado el 9 de octubre de 2014. El segundo sencillo fue "Buried Alive", el cual fue lanzado el 14 de octubre de 2014.

### Otras canciones
El primer sencillo promocional del álbum fue "Now", el cual fue lanzado el 8 de abril de 2014. El segunndo sencillo promocional fue "Alright", que fue lanzado el 23 de abril de 2014 y tuvo la participación del rapero Americano Big Sean. El tercer sencillo promocional fue lanzado el 27 de agosto de 2014, con el nombre de "Driving Ms. Daisy", el cual contó con la participación del rapero americano Childish Gambino.

### Actuaciones
El 12 de noviembre de 2014, Logic rapeó "I'm Gone" en The Tonight Show Starring Jimmy Fallon, con The Roots y su banda.

## Recepción de la crítica
Under Pressure fue criticado con reseñas generalmente positivas. En Metacritic, quienes asignan una calificación de 100 para reseñas de publicaciones populares, el álbum recibió un promedio de 72, basado en ocho reseñas.
Sheldon Pearce de HipHopDX encontró mucha profundidad en la narración del álbum y dijo: "Hay muchos momentos que hacen que Under Pressure se sienta como un largometraje sobre la vida de Logic, y cuando está en su mejor momento, está creando ese tipo de imágenes". AllMusic elogió la producción y la narración de Logic a lo largo del álbum y dijo: "Under Pressure es un debut autobiográfico y superador de probabilidades que llega más formado de lo esperado".
Erin Lowers de Exclaim! dijo: "Under Pressure encuentra a Logic estallando como un maestro de ceremonias estelar, subiendo la vara más alto de lo que nadie podría haber predicho." Clara Wang de RapReviews dijo: "Cuando los veteranos nostálgicos lamentan la edad de oro del hip-hop, para aquellos que defienden nuestra era actual, Under Pressure es el álbum al que apuntar."
Eric Diep de XXL se sintió atraído por el lirismo a lo largo del álbum y concluyó con "Lleno de rimas persistentes sobre su rutina, es una advertencia final de que no irá a ninguna parte. Para Logic, aliviar las presiones de la aclamación de la crítica ahora es más fácil".
Christopher R. Weingarten de Rolling Stone dijo: "Este álbum es superficial, libre de chistes agudos ("I been Hungary like Budapest") o metáforas que conectan". En una crítica negativa, un crítico del personal de Sputnikmusic dijo: "No solo es una copia textual del trabajo de Kendrick, pero es una falsificación estilística en todos sus aspectos, y aunque, junto con las otras menciones anteriores, podrían verse como imitaciones hechas con reverencia si hubieran lanzado en un mixtape gratuito, su uso en un álbum es sin duda un esfuerzo calculado para sacar provecho de las ideas y el trabajo de otro que lo hizo primero, en un intento de capitalizar la ignorancia de aquellos oyentes que pueden no saberlo mejor. " Sin embargo, continuó diciendo: "Fuera de estas fallas repugnantes, el álbum de Logic no es un mal esfuerzo en absoluto, con algunos momentos verdaderamente aburridos y una buena producción y rapeo de adelante hacia atrás."

### Elogios
Under Pressure fue listado número 45 en los mejores 50 álbumes del 2014 y número seis en los mejores 46 albumes de ano de Vibe. HipHopDX tambien lo puso entre los mejores 25 albumes del 2014.

## Desempeño comercial
Under Pressure debutó en el número cuatro en la lista Billboard 200 de EE. UU., vendiendo 72.000 copias en su primera semana. Este se convirtió en el primer debut entre los diez primeros de Logic en EE. UU. El álbum también debutó en el número dos en las listas de los mejores álbumes de R&B/Hip-Hop de EE. UU. y de los mejores álbumes de rap de EE. UU., respectivamente. En su segunda semana, el álbum cayó al número 31 en la lista, vendiendo 12.000 copias adicionales. Hasta octubre de 2015, el álbum vendió 197.000 copias en los Estados Unidos. El 7 de agosto de 2020, el álbum fue certificado platino por la Recording Industry Association of America (RIAA) por ventas combinadas y unidades equivalentes a álbumes de más de un millón de unidades en los Estados Unidos.

## Lista de canciones
| Lista de Canciones de Under Pressure |                     |             |          |  |
| N.º                                  | Título              | Producer(s) | Duración |  |
| 1.                                   | «Intro»             | 6ix         | 3:02     |  |
| 2.                                   | «Soul Food»         | Alkebulan   | 4:52     |  |
| 3.                                   | «I'm Gone»          | 6ix         | 4:42     |  |
| 4.                                   | «Gang Related»      | 6ix         | 2:47     |  |
| 5.                                   | «Buried Alive»      | Dun Deal    | 5:37     |  |
| 6.                                   | «Bounce»            | S1          | 4:04     |  |
| 7.                                   | «Growing Pains III» | Tae Beast   | 4:06     |  |
| 8.                                   | «Never Enough»      | DJ Dahi     | 4:22     |  |
| 9.                                   | «Metropolis»        | Rob Knox    | 4:55     |  |
| 10.                                  | «Nikki»             | Logic       | 3:23     |  |
| 11.                                  | «Under Pressure»    | Logic       | 9:19     |  |
| 12.                                  | «Till the End»      | S1          | 5:14     |  |

| Deluxe edition (bonus tracks) |                                                  |             |          |  |
| N.º                           | Título                                           | Producer(s) | Duración |  |
| 13.                           | «Driving Ms. Daisy» (featuring Childish Gambino) | Logic       | 4:00     |  |
| 14.                           | «Now»                                            | 6ix         | 3:33     |  |
| 15.                           | «Alright» (featuring Big Sean)                   | Tae Beast   | 3:38     |  |

Notas
- "Intro" y "Buried Alive" cuentan con voces adicionales de Patty Crash y The Frontrunnaz (Diondria Thornton y Christopher Thornton)
- "I'm Gone" presenta voces adicionales de Jessica Andrea
- "Growing Pains III" y "Never Enough" cuentan con voces adicionales de Patty Crash
- "Metropolis" presenta voces adicionales de Jessica Andrea, Patty Crash y The Frontrunnaz
- "Under Pressure" presenta voces adicionales de Ill Camille
- "Till the End" presenta voces adicionales de The Frontrunnaz

Creditos de Samples
- "Intro" contiene interpolaciones de "Aeroplane (Reprise)", escrita por Norman Whiteside, interpretada por Wee; y "Midnight Marauders Tour Guide", interpretada por A Tribe Called Quest.
- "Soul Food" contiene un sample de "The Champ", interpretada por The Mohawks.
- "I'm Gone" contiene un sample de "I Want You", escrita por Arthur Ross y Leon Ware, interpretada por Marvin Gaye; y "Take A Win", escrita por Jacob Dutton, interpretada por The Physics.
- "Gang Related" contiene un sample de "Carrot Man", escrita por Praveen Sharma y Travis Stewart, interpretada por Sepalcure; y "Mad Crew", escrita por Lawrence Parker e interpretada por KRS-One.
- "Never Enough" contiene interpolaciones de "Pursuit of Happiness", escrita por Scott Mescudi, Evan Mast y Michael Stroud, interpretada por Kid Cudi; y "So Fresh, So Clean", escrita por André Benjamin, Patrick Brown, Raymon Murray, Antwan Patton y Rico Wade, interpretada por Outkast.
- "Metropolis" contiene un sample de "Use Me", interpretada por Bill Withers.
- "Nikki" contiene una interpolación de "Love Is Green", escrita por Narada Walden, interpretada por Jeff Beck.
- "Under Pressure" contiene una muestra de "Eazy-Duz-It", escrita por George Clinton, William Collins, Lorenzo Patterson, Abrim Tilmon, Bernard Worrell, Eric Wright y Andre Young, interpretada por Eazy-E; y una interpolación de "My One and Only Love", escrita por Robert Mellin y Guy Wood, interpretada por Grant Green.
- "Driving Ms. Daisy" contiene un sample de "Spaz", escrita por Pharrell Williams, interpretada por N.E.R.D.
- "Now" contiene una muestra de "Skycell", escrita por Asma Maroof y Daniel Pineda, interpretada por Nguzunguzu.
- "Alright" contiene una muestra de "Cathart", escrita por Antony Ryan y Robin Saville, interpretada por ISAN.

## Personal
Créditos adaptados de las notas del álbum.
Instrumentación
- Kevin Randolph: sintetizadores (pistas 1, 2), línea de bajo (pista 1), pads (pista 2), piano (pista 11)
- Steve Wyreman: guitarra (pistas 1, 5, 9, 10–12), piano (pistas 1, 3, 11), órgano (pista 1), guitarra solista (pistas 1, 3), sintetizador (pista 2), línea de bajo (pistas 2, 3, 5, 9), bajo (pista 11)
- Tom Lea: violín (pistas 1, 5, 9, 10–12), viola (pistas 1, 5, 9, 10–12)
- Claire Courchene - violonchelo (pistas 1, 5, 9, 10–12)
- Dylan – sintetizador (pista 1)
- Terrace Martin - saxofón (pistas 7, 10)

Técnico
- Bobby Campbell: grabación (todas las pistas), mezcla (pistas 1 a 13)
- Rob Kinelski - grabación (pistas 14, 15)
- Casey Cuayo - asistente de grabación (pistas 14, 15)
- David Baker - asistente de mezcla (pistas 14, 15)
- Dave Kutch - masterización (todas las pistas)

Personal adicional
- Sam Spratt – Portada del álbum
- Nick Mahar: inserto de folleto, diseño, fotografía de interiores
- Jonathan Benavente – inserto de folleto, diseño, fotografía de interiores
- Tai Linzie – coordinación de arte
- Dawud "Mr. Dashiki" West - coordinación de arte
- Andy Proctor - producción de paquetes

## Gráficos
| Chart (2014)                            | Peak position |
| --------------------------------------- | ------------- |
| Bélgica (Ultratop flamenca)             | 173           |
| Canadá (Billboard Canadian Albums)      | 8             |
| Nueva Zelanda (Recorded Music NZ)       | 26            |
| Reino Unido (UK Albums Chart)           | 88            |
| Estados Unidos (Billboard 200)          | 4             |
| Estados Unidos (Top R&B/Hip-Hop Albums) | 2             |
| Estados Unidos (Top Rap Albums)         | 2             |
| Estados Unidos (Top Tastemaker Albums)  | 11            |

| Chart (2014)                          | Position |
| ------------------------------------- | -------- |
| US Top R&B/Hip-Hop Albums (Billboard) | 42       |

| Chart (2016)     | Position |
| ---------------- | -------- |
| US Billboard 200 | 193      |

## Certificaciones
| País                                                             | Certificación | Ventas     |
| ---------------------------------------------------------------- | ------------- | ---------- |
| Estados Unidos                                                   | Platino       | 1,000,000^ |
| ^ cifras de envíos sobre la base de la certificación por sí sola |               |            |